# Miradouro
Miradouro este un oraș în Minas Gerais (MG), Brazilia.